# Арзамасский уезд
Арзама́сский уе́зд — административно-территориальная единица в составе Русского государства, позднее — Нижегородской губернии Российской империи и РСФСР, существовавшая в 1564—1929 годах. Уездный город — Арзамас.

## История
Арзамасский уезд известен с допетровских времён как часть Русского царства. Образован, вероятно, в одно время с получением Арзамасом статуса русского форпоста вскоре после основания в Арзамасе русской крепости.
Крещение мордовского народа как полноценный процесс началось в конце XVI — начале XVII вв. Основанный в 1556 г. Спасский мужской монастырь Арзамаса, являясь оплотом православия в крае, осуществлял и миссионерскую деятельность. Данный процесс не вызывал значительного сопротивления со стороны язычников. В 1628 году в уезде насчитывалось 98 приходских церквей, включая город Арзамас. Факт влияния православного духовенства на крещёную мордву подтверждает отчёт воеводы Ю. А. Долгорукова от 16 октября 1670 г., где его посланники в Курмышский уезд были едва не казнены местными жителями, но их от этого отговорили попы. Наряду с православием, во многих мордовских деревнях в XVII веке было распространено язычество. Мордовское язычество в XVII веке, несмотря на пристальное внимание к нему властей и явное непоощрение, было еще широко распространено не только в Арзамасском уезде, но и в соседних Алатырском, Нижегородском и Темниковском.
Последующее интенсивное заселение русскими земель Арзамасского уезда вело к распространению юридических, общественных, торговых и бытовых контактов мордвы и русских. В 1628 г. в 14 из 59 мордовских деревень уезда (24 %) проживали русские бортники. При этом принятие православия приравнивалось к утере этнической идентичности и ассимиляции.
Фактически к середине XVII века мордовские крестьяне Арзамасского уезда оказались разделёнными по религиозному признаку на православных и язычников. Считая мордовских крестьян-язычников неблагонадежными, правительство стало использовать против них экономические рычаги давления, заставляя платить крупный ясак.

### Петровские преобразования и период Империи
Первая перепись населения и первая ревизия показывает произошедшие необратимые перемены в деле христианизации и фиксирует не только массовое появление новокрещёных дворов в мордовских деревнях, но и становление сёл, то есть строительство собственных храмов. Прежде всего, массово новокрещёны упоминаются именно на западе Арзамасского уезда (радиус в 25—30 км с центром в Ардатово), то есть в тех деревнях, где в течение XVII века увеличивалось число русских бортников. К 1719 г. эта территория в массе своей уже являлась христианской. Общее число христианизированных деревень составило 30 (половину всех ясачных мордовских и бортничьих деревень Арзамасского уезда того времени). Девять из них к первой ревизии стали сёлами, в том числе шесть в Подлесном стане (Ардатово, Атемасово, Волчиха, Котовка, Кудлей, Кужендеи, Овтодеева, Сыресева, Старое Череватово). На оставшейся части уезда лишь в единичных деревнях наблюдается увеличение русских бортников, а также отдельные дворы принявшей православие мордвы.
В 1708 году уезд отнесён к Казанской губернии. В 1713 году Арзамас отошёл к Нижегородской губернии. В 1719 году при разделении губерний на провинции была образована Арзамасская провинция в составе Нижегородской губернии.
В 1721 году провозглашена Российская империя. В 1779 году уезд был отнесён к Нижегородскому наместничеству, которое в 1796 году преобразовано в Нижегородскую губернию.
В 1740—1741 гг. проходила активная и обширная христианизация населения священником московского Архангельского собора Антипом Мартемьяновым, продолженная после его избиения и отъезда в Москву священниками Лукой Ивановым и Дмитрием Фёдоровым. Однако в 1741 г. массового крещения мордвы ещё не состоялось, и только к лету 1743 г. достоверно известно, что жители 18 мордовских деревень из 31 приняли православие. Но это составляло уже более 50 % деревень, а вторая ревизия (1745 г.) показывает пять сёл, жители которых недавно приняли православие: Великий Враг, Итманово, Большой Макателём, Пичингуши Новые, Пичингуши Старые, Ревезень. По воспоминаниям старожилов в середине XIX в., массовые крещения в этих сёлах происходили в присутствии воинских отрядов. Но православие, пусть и принятое в большинстве своем формально, в силу необходимости, во второй половине XVIII — начале XIX вв. всё же постепенно проникало в быт, становилось частью уклада. Сравнительно с восстанием 1743—1745 гг., произошедшим в Терюшевской волости Нижегородского уезда, массовое крещение в Арзамасском уезде прошло мирно, хотя здесь и имели место определённые эксцессы.
В 1779 г. произошла административная реформа, в ходе которой территория уезда уменьшилась; в частности, часть земель была передана в новообразованный Сергачский уезд.

### Период советской власти
18 июня 1921 года из Арзамасского уезда в Лукояновский были переданы Анненковская, Аратская, Великовражская,
25 июля 1922 года были упразднены Абрамовская (территория передана в Каменскую волость), Гарская (территория передана в Медынцевскую волость) волости.
27 апреля 1923 года к Арзамасскому уезду были присоединены Вертьяновская, Глуховская, Ичаловская, Котовская, Кременковская, Кужендеевская, Личадеевская, Нарышкинская, Нучинская, Рогожская, Саконская, Стексовская, Хрипуновская и Чуварлей-Майдановская волости упразднённого Ардатовского уезда, Тепловская волость Выксунского уезда, Большеякшинская, Ичалковская, Пьянскоперевозская, Ревезенская, Танайковская волости упразднённого Княгининского уезда, Елховская волость Нижегородского уезда.
17 апреля 1924 года были созданы Ардатовская, Арзамасская, Дивеевская волости. Упразднены Большеякшенская (территория передана в Смирновскую волость), Вертьяновская (территория передана в Дивеевскую волость), Выездновская (территория передана в Арзамасскую волость), Ездновская (селения Борисопольское, Вшивка, Елховка, Мигалиха, Николаевка, Новосёлки, Отерево, Спас Зелёные Горы и Чегодаевка были переданы в Вадскую волость), Ивашкинская (территория передана в Вадскую волость), Ичалковская (территория передана в Смирновскую волость), Ичаловская (селения Ездаково, Тамаевка и Тамаевский были переданы в Арзамасскую волость, а Беговатово, Березино, Верякуши, Выползово, Дерновка, Ичалово, Конново, Курылово, Кутузово, Новое Кашино, Ознобишино, Онучино, Ореховец, Покровка, Разгильдеево, Слепые, Старое Кашино, Степановка, Стукалово, Федотово и Юрьевка — в Глуховскую волость) волости.
7 июля 1924 года из Глуховской волости в Арзамасскую было передано селение Беговатово.
22 сентября 1924 года из Ардатовской волости Арзамасского уезда в Новодмитриевскую волость Выксунского уезда были переданы Новодмитриевский и Песочновский сельсоветы, а из Александровского сельсовета Ардатовской волости в Кулебакскую волость Выксунского уезда было передано селение Каркалей.
24 октября 1925 года из Ломовского сельсовета Чернухинской волости в Каменский сельсовет Арзамасской волости было передано селение Соловейкино.
20 октября 1928 года из Ардатовской волости Арзамасского уезда в Кулебакскую волость Выксунского уезда были переданы Ломовский и Шилокшанский сельсоветы, а из Кулебакской волости Выксунского уезда в Александровский сельсовет Ардатовской волости — селение Каркалей.
10 июня 1929 года Нижегородская губерния и все её уезды были упразднены. При этом все сельсоветы Ардатовской волости, Атемасовский, Большечереватовский, Михеевский и Челатьминский сельсоветы Дивеевской волости были переданы в Ардатовский район Муромского округа Нижегородской области, город Арзамас, все сельсоветы Арзамасской волости, Казаковский и Своробоярский сельсоветы Пановской волости, Медынцевский сельсовет Смирновской волости, все сельсоветы Чернухинской волости — в Арзамасский район Арзамасского округа Нижегородской области.

## Население
По данным переписи 1897 года в уезде проживало 138 785 чел. В том числе русские — 92,9 %; мордва — 6,9 %. В уездном городе Арзамасе — 10 592 чел.
По итогам всесоюзной переписи населения 1926 года население уезда составило 351 667 человек, из них городское — 22 427 человек.

## Административное деление

### Русское царство (1554—1721)
Исстари Арзамасский уезд имел двухуровневое деление — в составе уезда было 2 внешних стана, которые состояли из 6 внутренних станов. Мордовские деревни описывались по внешним станам, а поместные и вотчинные — по внутренним.
1. Утишный стан (безлесная местность, ограниченная Сатисским и Шатковским лесами на юге, Муромским лесом на западе, Собакинским лесом на востоке и лесами по реке Серёже на севере)[4]:
  1. Тёшский стан (к северу от Арзамаса до Серёжи и к западу по долине Тёши до окрестностей Кулебак, на севере граничил с Нижегородским уездом, на западе — с Муромским, на востоке — с Курмышским);
  2. Ичаловский стан (в районе села Ичалово по течению Тёши выше Арзамаса, на юге граничил с глухими лесами Темниковского уезда);
  3. Иржинский (Ирженский) стан (бассейн реки Иржи и южнее вплоть до рек Пузы и Сатиса, на юге граничил с глухими лесами Темниковского уезда);
  4. Подлесный стан (в районе Ардатово и к западу и югу от него до окрестностей Дивеево, на западе и юге граничил с глухими лесами Темниковского уезда).
2. Залесный стан (в районе Лукояново и на восток до Межпьянья, на юг до Резоватово; на севере граничил с Нижегородским и Курмышским уездами, на востоке — с Алатырским, на юге — с глухими лесами Темниковского уезда)[5]:
  1. Собакинский стан (за Собакинскими воротами);
  2. Шатковский стан (за Шатковскими воротами).

### Российская империя (1721—1917)
Территория старого Арзамасского уезда в 1779 году была разделена между новыми Арзамасским, Ардатовским, Лукояновским, Починковским, Сергачским, Перевозским и Княгининским уездами Нижегородской губернии и Ардатовским уездом Симбирской губернии.
В 1890 году в состав уезда входило 24 волости:
| № п/п | Волость         | Волостное правление       | Число селений | Население |
| ----- | --------------- | ------------------------- | ------------- | --------- |
| 1     | Абрамовская     | с. Абрамово               | 9             | 5614      |
| 2     | Анненковская    | с. Чапары                 | 9             | 4269      |
| 3     | Аратская        | с. Арать                  | 12            | 5924      |
| 4     | Вадская         | с. Вад                    | 10            | 9972      |
| 5     | Велико-Вражская | с. Великий Враг           | 4             | 6865      |
| 6     | Выездновская    | с. Выездное               | 6             | 5794      |
| 7     | Ивашкинская     | с. Ивашкино               | 20            | 6061      |
| 8     | Казаковская     | с. Казаково               | 14            | 5376      |
| 9     | Коваксинская    | с. Ковакса                | 12            | 5305      |
| 10    | Костянская      | с. Костянка               | 10            | 5399      |
| 11    | Красносельская  | с. Красное                | 5             | 4830      |
| 12    | Медынцевская    | с. Медынцево              | 13            | 4080      |
| 13    | Мотовиловская   | с. Мотовилово             | 11            | 7709      |
| 14    | Ново-Усадская   | с. Новый Усад             | 14            | 7214      |
| 15    | Пановская       | с. Паново                 | 8             | 4598      |
| 16    | Семеновская     | с. Семёново               | 5             | 5038      |
| 17    | Слизневская     | с. Слизнево               | 10            | 5846      |
| 18    | Смирновская     | с. Смирново               | 12            | 5165      |
| 19    | Собакинская     | с. Собакино               | 5             | 5372      |
| 20    | Спасская        | с. Спасское               | 13            | 3966      |
| 21    | Хиринская       | с. Хирино                 | 15            | 4597      |
| 22    | Чернухинская    | с. Чернуха                | 7             | 5834      |
| 23    | Шатковская      | с. Архангельское-Кобылино | 9             | 5436      |
| 24    | Яблонская       | с. Яблонка                | 16            | 4999      |

В 1913 году в уезде была 21 волость: упразднены Казаковская, Медынцевская, Шатковская волости, вместо Яблонской образована Гарская волость (с. Гари).

### РСФСР (1917—1929)
В 1926 году в уезде было 10 волостей:
- Ардатовская — г. Ардатов,
- Арзамасская — г. Арзамас,
- Вадская — с. Вад,
- Глуховская — с. Глухово,
- Дивеевская — с. Дивеево,
- Личадеевская — с. Личадеево,
- Пановская — с. Паново,
- Пьянско-Перевозская — с. Перевоз,
- Смирновская — с. Смирново,
- Чернухинская — с. Чернуха.

## Кустарные промыслы в фотографиях конца XIX века
Взяты из издания: Нижегородская губерния по исследованиям губернского земства. Выпуск II: М. А. Плотников. Кустарные промыслы Нижегородской губернии. — СПб., 1896.
|  |  |